# Gobernador de Curazao

Estandarte del Gobernador de Curazao

El Gobernador de Curazao (en neerlandés: Gouverneur van Curaçao) es el representante en Curazao del jefe del estado holandés (del rey Guillermo Alejandro de los Países Bajos). Los derechos de los gobernadores son de dos tipos: el representa y protege los intereses generales del Reino y es el jefe del gobierno de Curazao, aunque sin poder político alguno. Él es responsable ante el gobierno del Reino de los Países Bajos. Como jefe del gobierno, el Gobernador es inmune. El Gobernador ejerce el poder ejecutivo bajo la responsabilidad de los ministros, que son responsables ante el Parlamento de Curazao. El Gobernador no tiene responsabilidades políticas y no forma parte del gabinete. Durante la formación de un gabinete para designar el primer ministro de Curazao el gobernador juega un papel importante. El gobernador es nombrado por la Reina por un período de seis años. Este período puede ser prolongado por un período más de seis años. El gobernador es apoyado por la secretaría de gabinete del gobernador, y por el Consejo de Asesoramiento (Raad van Advies), que está integrado por al menos cinco miembros, nombrados por el gobernador, que lo asesoran sobre los proyectos de ordenanzas estatales, los decretos del estado, los actos reino y en general las órdenes administrativas.

## Lista de gobernadores
El 10 de octubre de 2010 Curazao alcanzará la condición de país autónomo dentro del Reino de los Países Bajos (Status Aparte). Antes de esa fecha el Gobernador de las Antillas Neerlandesas fue también gobernador de Curazao. El primer gobernador de Curazao es Frits Goedgedrag, quien también fue gobernador de las Antillas Neerlandesas antes de la disolución de ese país el 10 de octubre de 2010. La Reina Beatriz de los Países Bajos tomó juramento a Frits Goedgedrag como Gobernador de Curazao el 30 de septiembre de 2010 en el Palacio Huis ten Bosch de La Haya.